# Лесное (Голованевский район)
Лесное (укр. Лісне, до 18 февраля 2016 г. — Ильичовка) — посёлок в Перегоновской сельской общине Голованевского района Кировоградской области Украины.
Население по переписи 2001 года составляло 219 человек. Почтовый индекс — 26522. Телефонный код — 5252. Занимает площадь 0,305 км². Код КОАТУУ — 3521486003.